# Escudo de la Polinesia Francesa
El escudo de armas de la Polinesia Francesa consiste en una Batanga representada en un disco sobre un emblema estilizado del sol y el mar. El escudo de armas se coloca de forma destacada en el centro de la bandera de la Polinesia Francesa. 

## Descripción
Adoptado el 23 de noviembre de 1984 por la Asamblea de la Polinesia Francesa, al mismo tiempo que la bandera en la que los brazos tienen un lugar central, el escudo consiste de un círculo con una canoa polinesia de color rojo sobre cinco filas de olas, que representan la abundancia. Tras la canoa, aparecen diez rayos de sol, que representan la vida. Sobre la canoa hay cinco figuras humanas que representan a los cinco archipiélagos de la Polinesia Francesa: las Islas de la Sociedad, el Archipiélago Tuamotu, las Islas Gambier, las Islas Australes y las Marquesas.